# Passo dell’Aprica
Der flache Sattel des 1176 m hohen Passo dell’Aprica ist ein wichtiger und alter Übergang aus dem Veltlin ins Valcamonica. Unmittelbar westlich der Passhöhe befindet sich die nach dem Pass benannte Ortschaft Aprica.

## Der venezianische Handelsverkehr
Da das Veltlin immer im Schatten benachbarter Gebiete stand, war auch der Apricapass ein eher unwichtiger Pass; seine Aufwertung erhielt er erst, als am Ende des Mittelalters Venedig auch zur kontinentalen Macht wurde und bis in dessen Vorfeld rückte. Von nun an hieß es für Venedig, insbesondere in Kriegszeiten, nicht die tirolischen Pässe zu benutzen, sondern die eigenen, die ins Bündner Land führten. Nicht umsonst dehnten auch die Bündner ihre Macht ins Veltlin aus. Bereits im späten Mittelalter wurde der alte Saumweg zur Fahrstraße ausgebaut. Von nun an konnte der Verkehr über den Aprica zunehmen und seine Blüte erleben, die allerdings nicht lange anhielt. Mit dem Beginn der Neuzeit verfielen Macht und Einfluss Venedigs stetig, und auch der Aprica war davon betroffen, welcher mehr und mehr verfiel.
Die Franzosen richteten 1548 einen Kurierdienst zwischen Chur und Venedig über den Aprica ein, um feindliche spanisch-habsburgische Ländereien sicher zu umgehen. In dieser Zeit wurde zwischen Venedig und Graubünden auch ein Vertrag geschlossen, den Saumweg über den Aprica wieder auszubauen, aber nur Venedig konnte dies tatsächlich finanzieren und baute von seiner Seite eine Straße bis an den Aprica heran. Die Fortsetzung dieser Straße war aber auch weiterhin nur der alte Saumweg, der auch als Straße bezeichnet wurde und zumindest instand gehalten wurde. Aber zwischenzeitlich hatten andere Passwege bessere Ausbauten erhalten, und so verlagerte sich der Hauptanteil des Nord-Süd-Verkehrs an den Gavia- beziehungsweise San-Marco-Pass. Die Anliegergemeinden versuchten diesen politisch motivierten Rückgang durch einen wiederholten Ausbau des Weges zu verhindern, aber der Handel hatte für den Aprica nur noch wenig Interesse. Erst im 18. Jahrhundert trat wieder ein größeres Interesse ein, seine frühere Bedeutung konnte er aber nicht mehr zurückerlangen.

## Name
Wie der Italiener Giovanni da Lezzo ausführte, hieß der Apricapass ursprünglich einmal „Montagna di Camuzone“. Um die Kirche Sankt Peter herum entstand bald eine kleine Siedlung, die noch zum Veltlin gehörte. Allerdings war die Grenzlinie umstritten, sodass es am 25. September 1572 zu einer Zusammenkunft der Betroffenen kam, bei der die genaue Grenze gezogen wurde. Zu dieser Zeit nannte man den Apricapass auch „St. Peter“, aber auch schon „Auriga“ oder „Abriga“, diese Bezeichnung kam von der Nordseite des Überganges, die „Zapelli d’Aruriga“ hieß. Hier führte der Weg über gefährliche Tritte und Platten auf einer längeren Strecke entlang der dortigen Felsen. Immerhin war er um 1600 noch so gut ausgebaut, dass man ihn auch mit Reit- und Saumpferden nutzen konnte.

## Auf dem Weg in die Neuzeit
In den 1970er- und 1980er-Jahren wurde eine Schnellstraßenverbindung geplant, die den Apricapass mit einem Tunnel unterqueren sollte. Sie sollte die seinerzeit ebenfalls in Planung stehende Maloja- bzw. Stilfser-Joch-Schnellstraße mit dem Valcamonica verbinden. Da keines dieser Projekte bisher verwirklicht wurde, gab es kaum Anlass zum Bau eines Apricatunnels. Zuvor war am Ende des 19. Jahrhunderts ein Bahnprojekt am Aprica geplant, eine Schmalspurbahn, die Tirano, am Endpunkt einer damals noch zu bauenden Berninabahn, über den Tonalepass direkt mit Trient verbinden sollte. Mit weiteren damals geplanten Schmalspurbahnen über den Maloja, Ofenpass und das Inntal wäre im Zusammenspiel mit der ebenfalls schmalspurigen Rhätischen Bahn Graubündens ein großes und leistungsfähiges Schmalspurnetz entstanden, das den wirtschaftlichen und touristischen Interessen dieser zentralen und dennoch ansonsten eher abgelegenen Region sicherlich bis heute hervorragend gedient hätte.
Heute befindet sich am Passo dell’Aprica ein Wintersportgebiet.